# Avgust III. Poljski
Friderik Avgust II. (na Saškem) oz. Avgust III. (v Poljski-Litvi), saški volilni knez, kralj Poljske, veliki knez Litve, * 17. oktober 1696, Dresden, Saška, † 5. oktober 1763, Dresden, Saška
Friderik Avgust II. je postal saški volilni knez po očetovi smrti leta 1733. Na položaj vladarja Poljske-Litve si je leta 1734 pomagal s saško in rusko vojsko in ob podpori Avstrije. Ni vladal sam; vladanje je prepustil svojemu prvemu ministru grofu Brühlu, ki je na Poljskem to delo zaupal lojalnim plemiškim rodbinam. Pri tem je dvor skrbel predvsem za svoje koristi in za ohranjanje poljske krone saški dinastiji. Tak način vladanje je vodil Republiko v družbeni propad in politično anarhijo. Ker pa v času njegovega vladanja v Poljski-Litvi ni bilo vojn (ki pa so skoraj ves čas divjale v njeni okolici in tudi na Saškem), se je država vendarle gospodarsko opomogla in pridobila na številu prebivalstva.

## Mladostno obdobje
Friderik Avgust II. je bil edini legitimni sin saškega volilnega kneza Avgusta Močnega; njegova mati je bila Christiane Eberhardine von Brandenburg-Bayreuth. Bil je popolno nasprotje svojega dinamičnega očeta. Politika ga je dolgočasila, raje je hodil na lov, obiskoval opero ali se ukvarjal s svojo obsežno zbirko umetnin. V pričakovanju, da bo nasledil očeta, je leta 1712 prestopil v katoliško vero, kar je povzročilo nelagodje med protestantskim saškim plemstvom. Leta 1719 se je poročil z Marijo Josepho, hčerko cesarja Jožefa I.; veliko se je posvečal družini.
Leta 1733 je kot saški volilni knez nasledil očeta. Vladanje je prepustil svojemu prvemu ministru, grofu Heinrichu von Brühlu (*1700, †1763).

## Pridobitev vladarskega prestola v Poljski-Litvi
Francoska diplomacija, ki ni mogla pozabiti poraza svojega kandidata na volitvah poljskega kralja leta 1697, je v Republiki in njenem parlamentu (sejmu) skrbno pripravljala kandidaturo svojega kandidata. To je bil Stanisław Leszczyński, leta 1704 (med nordijsko vojno) od Švedov vsiljeni protikralj Avgustu Močnemu. Leta 1719 so mu Francozi dali azil v Alzaciji. Leta 1725 so njegovo 22-letno hčerko Marijo poročili s 15-letnim francoskim kraljem Ludvikom XV. Francozi so Stanisławovo kandidaturo podpirali z velikimi vsotami denarja. Kljub temu poljsko plemstvo njegovi kandidaturi sprva ni bilo naklonjeno.
Leta 1732 so Rusija, Avstrija in Prusija podpisale pogodbo (pogodba treh črnih orlov), s katero so izključile tako kandidaturo saškega kot francoskega kandidata in se izrekle za nevtralno kandidaturo kakega od "Pjastov" oziroma za portugalskega infanta. A Friderik Avgust II. je po očetovi smrti (1733) pridobil naklonjenost ruske carice Ane tako, da je njenemu ljubimcu Bironu obljubil kurlandsko kneževino, naklonjenost cesarja Karla VI. pa tako, da je priznal pragmatično sankcijo iz leta 1713, ki je zagotavljala Mariji Tereziji nasledstvo po očetu v vseh habsburških pokrajinah. Tako sta Avstrija in Rusija spremenili svoji stališči in podprli saško kandidaturo. Podpora tujcu je poenotila dotlej neenotno poljsko plemstvo, ki je septembra 1733 na sejmu v Varšavi z veliko večino izvolilo Leszczyńskega za poljskega kralja.
V odgovor sta saška in ruska vojska vkorakali na Poljsko. Leszczyński se je umaknil v Gdansk. Peščica secionistov je pod zaščito ruske vojske v Varšavi "izvolila" za poljskega kralja saškega volilnega kneza. Francija, Španija in Savoja so, pod pretvezo da branijo poljsko svobodno elekcijo, napovedale Avstriji vojno. Simbolična francoska pomoč po morju ni niti prišla do Gdanska, ko so ga Rusi že osvojili. Leszczyński se je zatekel v Prusijo.
Tako imenovana poljska nasledstvena vojna (1733–35) je dejansko potekala v Porenju in Italiji, kjer so vojskujoče se strani skušale rešiti nekatera vprašanja, ki so ostala nedorečena v španski nasledstveni vojni. Vojna se je končala oktobra 1735 s premirjem, ki je kasneje obveljalo kot mir. Leszczyński je do smrti ohranil naslov poljskega kralja in dobil v fevd lotarinško kneževino, ki je postala dota francoske kraljice Marije. Friderika Avgusta II. so vsi priznali za poljskega kralja Avgusta III. Kronan je bil že leta 1734 v Krakovu; pacifikacijski sejm v Varšavi je leta 1736 normaliziral razmere v Republiki.

## Dogajanja v času vladanja Avgusta III.

### Zunanje zadeve
V času vladanja Avgusta III. na ozemlju Republike ni bilo vojn, nenehno pa so potekale v njeni soseščini. Ni se še končala poljska nasledstvena vojna, ko so se začele sovražnosti med Rusijo in Avstrijo na eni in Turčijo na drugi strani (1735–39). Sledila je prva šlezijska vojna (1740–42), ta pa se je prepletala z rusko-švedsko vojno (1741–43). V letih 1744–48 je bila na obrobju velike avstrijske nasledstvene vojne (1740–48) druga šlezijska vojna. Naposled je po sedmih mirnih letih vzplamtela sedemletna vojna (1756–63). Saška je bila zaradi svojega geografskega položaja prisiljena sodelovati v obeh šlezijskih vojnah in v sedemletni vojni. V Saško so dvakrat vdrli Prusi; Poljska-Litva je ostala nevtralna, toda vojskujoče se države te nevtralnosti niso spoštovale. Za rusko armado je pot na nemško bojišče peljala preko Poljske. Zlasti med sedemletno vojno so se ruski vojaki za dolgo nastanili na Pomorjanskem. Tedaj je na Poljsko velikokrat vdirala pruska vojska, nekajkrat tudi avstrijska. Poljaki so zaman protestirali zoper takšne kršitve ozemeljske nedotakljivosti. 
V šlezijskih vojnah je pruski kralj Friderik II. leta 1740 priključil svoji državi (prej avstrijsko) Šlezijo. S tem je dobil nadzor nad celotno zahodno mejo Poljske. Pruska aneksija je tudi končala cerkveno suverenost metropolije v Gnieznu nad Šlezijo. Aneksija je Hohenzollerjem prinesla bogato deželo s 1,5 milijona prebivalcev in je bila ključna za razvoj njihove vladavine v velesilo.
Ker je bila poljska družba pacifistična in naklonjena demilitarizaciji, Republika ni imela vojske, ki bi bila dovolj močna, da bi jo lahko branila pred sosedi. Vendar je njena vojaška naravnanost ustrezala tudi sosedam, ki so bdele nad njeno nevtralnostjo in budno pazile, da se katera med njimi nebi razširila na račun Republike. Tako se je samodejno ustvarilo stanje večstranskih ravnotežnih vplivov, ki je Republiki od leta 1716 zagotavljalo dolgo obdobje miru, ki je blagodejno vplivalo na gospodarsko obnovo dežele.

### Notranje zadeve Republike
Saški prvi minister Heinrich von Brühl, ki je vladal namesto Avgusta III., je svoje posle v Republiki prepuščal bratoma Czartoryski (Michał in August) in njunemu svaku Stanisławu Poniatowskemu (skupaj so jih na Poljskem imenovali "familija"); ti so imeli vrsto let glavno besedo pri dodeljevanju vakanc (izpraznjenih službenih mest) in so si s tem utrjevali položaj napram starejšim velikim plemiškim rodbinam, med katerimi so bili vodilni Potocki.
Od pacifikacijskega sejma (1736) ni bilo parlamentarnega zasedanja, ki ne bi bilo blokirano. Politične stranke so opustile misel, da bi mogle po tej poti karkoli izpeljati in so svoj strankarski boj osredotočile na tribunale. Posegi v sodstvo, ki so ga hoteli obvladati za poravnavanje strankarskih računov, so pripeljali do globoke degradacije političnega življenja. Po letu 1750 je saški prvi minister prepustil podeljevanje vakanc svojemu zetu Jerzyju Mniszechu. Po njegovi zaslugi se je dvor zbližal s Potockimi. V tem času je postalo politično življenje na Poljskem popolnoma brezoblično; Republika, praktično brez kralja in sejma, je postala konglomerat posvetnih in cerkvenih latifundijev ter graščinskih posestev. Kronika dogodkov, ki so zbujali zanimanje, je bila omejena na pravne škandale, velike sodne procese, imenovanja dostojanstvenikov, verske svečanosti, na poroke in od srede 18. stoletja vse pogostejše zakonske ločitve velikašev, pa še na cene žita. V evropski politični slovar je prišel pojem "poljska anarhija".

### Zadnja leta vladanja
V času med avstrijsko nasledstveno in sedemletno vojno, ko so se politična zavezništva v Evropi premešala, so se Habsburžani in Burboni povezali proti skupnemu sovražniku, pruskemu kralju Frideriku II. Francoski kralj Ludvik XV. je poročil svojega sina-prestolonaslednika Ludvika (†1765) s saško princeso Marijo Josepho in se izrekel za saško nasledstvo na Poljskem. Pozicijo Wettincev v Republiki so skušali utrditi tako, da so ob soglasju ruske carice Elizabete postavili Karla Christiana, sina Avgusta III., na mesto vojvode Kurlandije in Semigalije (1758). To pa je bila poteza, ki je dokončno prepričala (sedaj kralju sovražne) Czartoryske in Poniatowske, ki so tudi sami pogledovali po kraljevem prestolu, da je treba v ureditev Republike vpeljati spremembe. Pri tem jih je podpiral tudi velik del vse bolj ksenofobne šlahte, ki je saškemu vodstvu naprtila tudi krivdo za gospodarsko stisko, ki je med sedemletno vojno nastala zaradi razvrednotenja poljskega denarja
Velike spremembe v zunanjih okoliščinah je prineslo leto 1762, ko je v januarju umrla carica Elizabeta. Njen naslednik, car Peter III., po očetu Nemec iz dinastije Holstein-Gottorp, je bil oboževalec Friderika II. in je z njim sklenil zvezo. Njuna pogajanja o Poljski je prekinil državni udar Katarine II. (julij 1762). Katarina Frideriku ni bila brezpogojno naklonjena, vedela pa je, da svojih načrtov v zvezi s Poljsko ne bo mogla izpeljati brez njegovega sodelovanja. Sankt Peterburg in Berlin sta tako sodelovala pri vseh naslednjih posegih na Poljsko. Za začetek je ruska vojska iz Kurlandije izgnala Avgustovega sina Karla Christiana in postavila na njegovo mesto spet Birona.
Po smrti Avgusta III. je Katarina II., po dogovoru s Friderikom II., omogočila dvaintridesetletnemu Stanisławu Poniatowskemu (sinu Stanisława Poniatowskega, †1762), da je kot njen varovanec zasedel poljski prestol; nadel si je ime Stanislav II. Avgust.

## Družina
Friderik Avgust II. se je leta 1719 na Dunaju poročil z Marijo Josefo Benedikto (1699–1757), avstrijsko nadvojvodinjo, najstarejšo hčerko cesarja Jožefa I. Imela sta 15 otrok, od katerih je naslednjih 11 preživelo otroško dobo: 
- Friderik Kristijan (1722–1763), saški volilni knez
- Marija Amalija (1724–1760) ∞ Karel, vojvoda Parme in Piacenze, kralj Španije, Neaplja in Sicilije
- Marija Ana (1728–1797) ∞ Maksimilijan III. Jožef, bavarski volilni knez
- Franc Ksaver (1730–1806), grof v Lužici
- Marija Jožefa Karolina (1731–1767) ∞ Ludvik Ferdinand, francoski prestolonaslednik
- Karl Kristijan (1733–1796), vojvoda Kurlandije in Semigalije
- Marija Kristina (1735–1782), opatinja v Remiremontu
- Marija Elizabeta Apolonija (1736-1818)
- Albert Kazimir (1738–1822), vojvoda von Teschen, namestnik v Avstrijski Nizozemski
- Klemens Venčeslav (1739–1812), knezoškof v Freisingu, Regensburgu in Augsburgu, volilni knez in nadškof v Trieru
- Marija Kunigunda (1740–1826), opatinja v Thornu in Essnu.